# Cinquième colonne
Pour les articles homonymes, voir Cinquième colonne (homonymie).

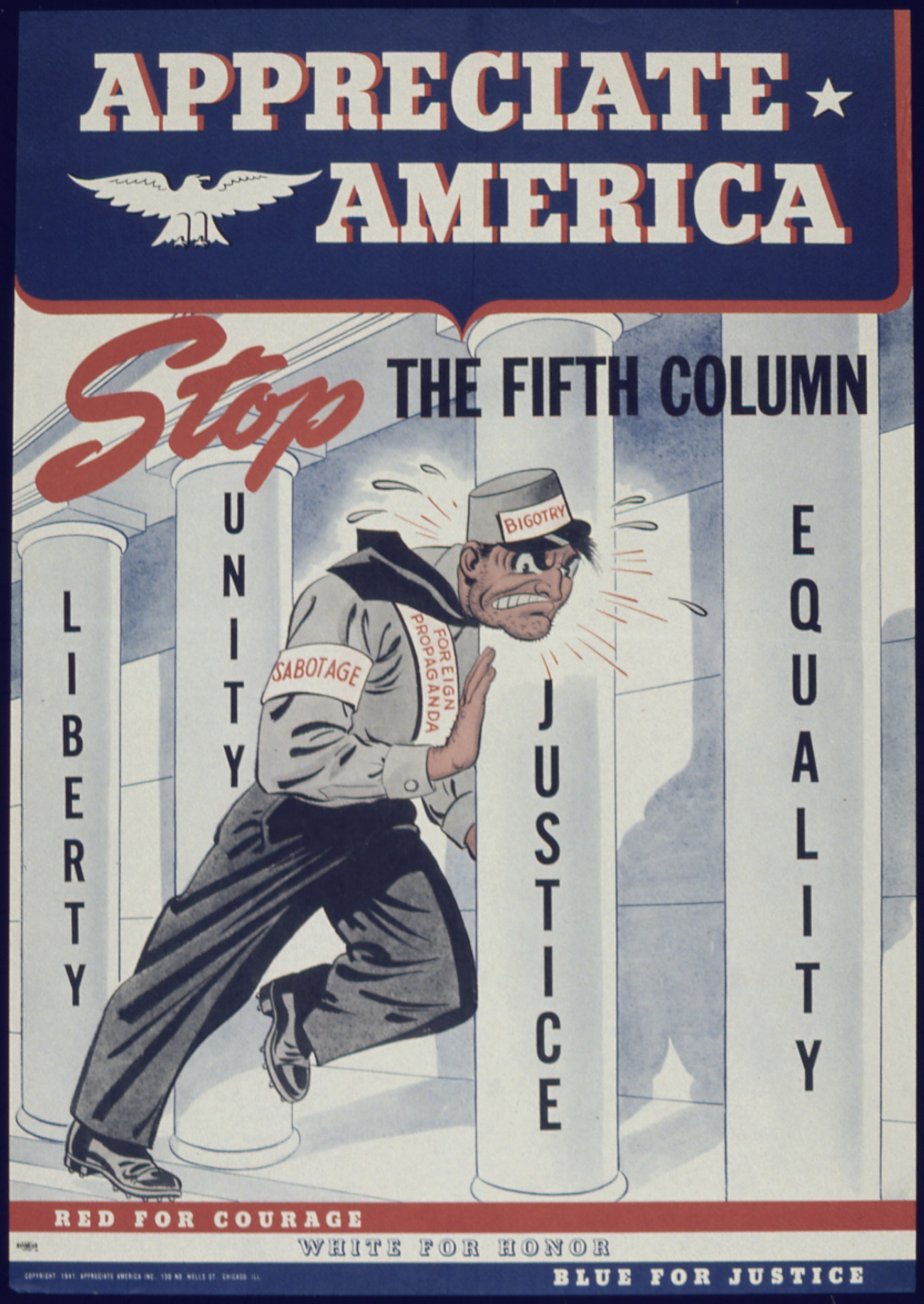
Affiche de la propagande américaine durant la Seconde Guerre mondiale faisant référence à la cinquième colonne.

La cinquième colonne est une expression qui désigne les partisans cachés au sein d'un État ou d'une organisation d'un autre État ou d'une autre organisation hostile.
Cette expression est initialement utilisée en espagnol (« Quinta columna ») lors d'une allocution radiodiffusée par le général Emilio Mola, membre de l'état-major des forces nationalistes espagnoles en 1936, pendant la guerre d'Espagne, en parlant des partisans nationalistes cachés au sein du camp républicain,.
L'expression est entrée dans le vocabulaire courant dans diverses langues. Par extension, l'expression désigne en effet tout groupe de partisans infiltrés, généralement civils, prêts à œuvrer de l'intérieur pour favoriser la victoire des forces armées traditionnelles du même camp et, plus généralement, tout groupement agissant dans l'ombre pour saper de l'intérieur une organisation ou un État.

## Guerre d'Espagne
Le coup d'État des 17 et 18 juillet 1936 voit une partie de l'Armée espagnole rallier les militaires putschistes, tandis que l'autre partie, les loyalistes, restant fidèle au pouvoir légal de Madrid, écrase le putsch à Montaña, évitant la prise de Madrid.
Le 8 novembre 1936, l'armée nationaliste espagnole tente à nouveau de prendre Madrid : la radio franquiste annonce le message d'un général nationaliste (Mola ou Varela) et que quatre colonnes convergent vers Madrid (en provenance de Tolède, de la route de l'Estrémadure, de la Sierra et de Sigüenza) pendant que leur « cinquième colonne » était déjà sur place. Cette manœuvre de guerre psychologique désorganise la défense républicaine en faisant régner la suspicion. Cependant, le 24 novembre 1936, l'offensive nationaliste sur Madrid échoue et ne reprend que le 26 mars 1939, lors de l'offensive finale des nationalistes qui prendront Madrid le 28 mars 1939.

## Seconde Guerre mondiale

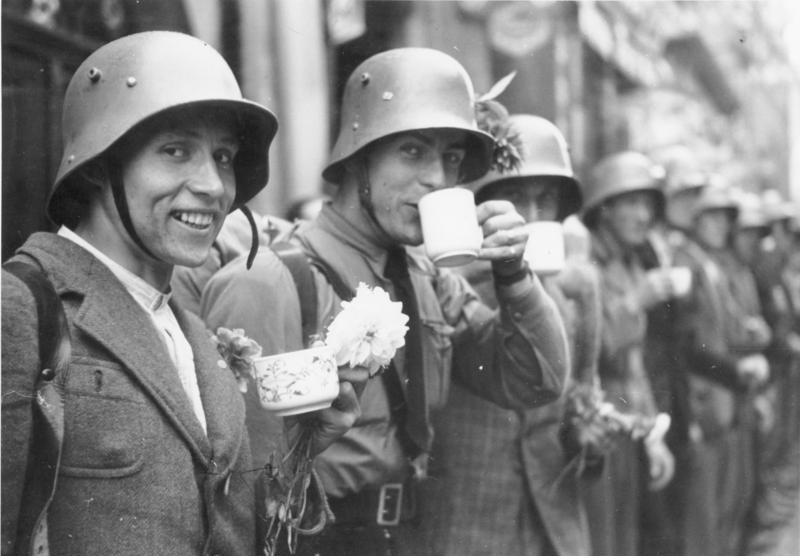
Corps franc d'Allemands des Sudètes (ici en 1938 à Cheb), parfois considéré comme étant une cinquième colonne allemande en Tchécoslovaquie).

Le mythe de la « cinquième colonne », bien répandu avant la Seconde Guerre mondiale à la suite de l'afflux de réfugiés fuyant l'Italie fasciste, l'Allemagne nazie et l'Espagne franquiste après la guerre d'Espagne, conduit à la construction de camps.
Ils regroupent, au printemps 1939, les républicains espagnols et les miliciens allemands des Brigades internationales, principalement au camp de Gurs, puis, dès juillet 1939, des Allemands et généralement tout ressortissant du Troisième Reich, considérés comme « sujets ennemis », bien que la plupart d"entre eux s'opposent au régime nazi. Les communistes allemands sont recensés comme « suspects du point de vue national » et donc internés.

### En Allemagne
Pendant la Seconde Guerre mondiale, les partisans et les agents secrets allemands travaillant en pays étrangers pour le compte de l'Abwehr faisaient partie de ce qui était surnommé la cinquième colonne[réf. nécessaire].

### En Belgique
Avant le début de la Seconde Guerre mondiale, l'existence d'une minorité de partisans de l'Allemagne, qui s'était manifestée lors des élections, montre l'existence d'une cinquième colonne en relation avec des rumeurs sur les subventions allemandes et italiennes à des journaux d'extrême droite. Dès le déclenchement de la guerre, le 10 mai 1940, les soupçons des espions, notamment des parachutistes, s'emparent de la population.
Des prêtres et des religieuses sont soupçonnés d'être des parachutistes qui dissimulent leur uniforme et leurs armes sous leurs habits ecclésiastiques, ce qui donna lieu à des scènes tragicomiques de débuts de déshabillage. De plus, le gouvernement d'Hubert Pierlot et Paul-Henri Spaak s'efforce de combattre la psychose en démentant les rumeurs de parachutages ennemis un peu partout à l'intérieur du pays[réf. nécessaire].

### En France
Dès la déclaration de guerre et pendant la drôle de guerre, un climat d'« espionnite » existe en France, avec de nombreuses catégories de personnes considérées comme suspectes. C'est le cas des journalistes qu'on éloigne des implantations militaires, des étrangers, des membres de partis de gauche, des syndicalistes et des enseignants, qui sont systématiquement soupçonnés par les services du Contrôle et de surveillance du territoire du ministère de l'Intérieur (CGST) et par le Bureau de centralisation du renseignement (BCR) du ministère de la Défense et les 2e bureaux de l'Armée.
Les consignes de silence sont encore plus draconiennes dans l'Armée. Les « éléments douteux » (communistes et pacifistes) sont encore plus surveillés. On placarde des affiches de mise en garde, comme: « Se taire, c'est servir » ou encore « Silence, l'ennemi guette vos confidences » (affiche signée de Paul Colin), on demande aux soldats de se méfier des « conversations de café », des « photographies de touristes » ou de supposés faux officiers. Des sanctions très lourdes sont prévues, par la justice militaire, pour les imprudents, les déserteurs, les traitres et les espions, allant d'une peine d'un an de prison ferme pour un simple retard au retour de permission jusqu'à la peine de mort appliquée aux espions pour lesquels des exécutions capitales sont prévues au fort d'Ivry, en mars 1940. Une espionne allemande est condamnée à mort par contumace et un sténographe du sénat, qui aurait demandé des fonds aux Allemands pour diffuser un journal antimilitariste, voit sa condamnation à mort commuée en détention perpétuelle.
Jusqu'en mai 1940, les arrestations se multiplient, et la gendarmerie et la police sont vigilantes. Les aérodromes sont particulièrement surveillés, surtout la nuit, où l'on épie tous les signaux. On recherche activement d'éventuels parachutistes d'avions abattus. Des suspects sont arrêtés surtout s'ils sont munis d'appareils photographiques. L'espionnite se répand de plus en plus et frappe indifféremment des agents ennemis ou des innocents. L'idée que rien n'est à l'abri de la « cinquième colonne » est alors largement répandue.
Lors de la bataille de France, en mai-juin 1940, les autorités redoutent les actions des agents allemands qui s'infiltrent derrière les lignes françaises et dans la population fuyant les combats, répandent de fausses nouvelles et transmettent des informations à Radio-Stuttgart, accréditant le mythe de la « cinquième colonne ». Ces agents, en dirigeant les civils vers des itinéraires qui gênent les mouvements des troupes alliées, augmentent la confusion générale. Ils pratiquent des actions de sabotage, comme sur les réseaux de communication et en modifiant les panneaux indicateurs routiers.
L’« épisode de la cinquième colonne » lors du passage de Charles de Gaulle sur la place de la Concorde lors de sa descente triomphale des Champs-Élysées, le 26 août 1944, est un exemple. La foule essuie des tirs, qui semblent provenir de l'Hôtel Crillon. À ce moment, quelqu'un crie, « C'est la cinquième colonne ! », sans doute pour signifier qu'il s'agissait d'Allemands embusqués. Toutefois, un chef de char d'assaut comprenant que les tirs viendraient de la cinquième colonne de la façade de l'hôtel, et le cri « la cinquième colonne » donne l'ordre au tireur de viser cette cible. En effet, la cinquième colonne en partant de la rue Royale est d'une autre couleur que les autres.
Dans la dernière partie de La Mort dans l'âme, de Jean-Paul Sartre, qui met en scène des soldats français faits prisonniers par les Allemands, de nombreuses allusions sont faites à la cinquième colonne. C'est notamment le cas dans les toutes dernières pages du roman, lorsque les prisonniers, apprenant d'un civil qu'ils vont être transférés en Allemagne, refusent de croire qu'il s'agit d'une information véridique et préfèrent voir dans cette nouvelle les manigances d'un traître destinées à leur saper le moral.

## Guerres d'Indochine et d'Algérie
Le Parti communiste français a fait office de « cinquième colonne » lors des guerres d'Indochine (avec par exemple l'affaire Henri Martin) et d'Algérie. Des militants qui soutiennent le Front de libération nationale contre le colonialisme français, en lui acheminant argent et matériel, étaient alors surnommés les « porteurs de valise ».

## Dans la fiction
Le terme de Cinquième colonne est également repris dans la série télévisée V de 1983 et sa version de 2009 ; dans la série de 1983, ce terme désigne les « Visiteurs » alliés de la « Résistance », dans la série de 2009, il désigne la « Résistance ». On le retrouve aussi dans la série télévisée Stargate SG-1.
Le terme est aussi abondamment utilisé dans le roman N. ou M. ? (1941) d'Agatha Christie dans lequel les deux héros du roman, Tommy et Tuppence Beresford, doivent démasquer les chefs britanniques de la Cinquième colonne, chargée de préparer, d'organiser et de mettre en œuvre les sabotages préalables à l'invasion de la Grande-Bretagne par les nazis.
Cinquième Colonne est le titre français du film Saboteur d'Alfred Hitchcock, sorti en 1942.
La Cinquième Colonne est une pièce de théâtre d’Ernest Hemingway. L'action se déroule lors de la guerre civile espagnole. La pièce reçoit un mauvais accueil, jouée sans succès sur Broadway en 1940, avec seulement 87 représentations. Cette pièce est publiée en France en 1949 dans un recueil de nouvelles : Paradis perdu, suivi de La Cinquième Colonne ; il s'agit d'une traduction partielle du recueil original The Fifth Column and the First Forty-Nine Stories, publié aux États-Unis en 1938. La pièce est jouée à Londres pour la première fois en 2016.
Dans le mod Fallout London pour le jeu Fallout 4, la Cinquième Colonne (5th Column) est une faction parodiant la British Union of Fascists qui cherche à contrôler Londres contre les deux autres grandes factions du jeu.